# قناة جذرية
القناة الجذرية هي الفراغ الموجود داخل جذر السن. وهي جزء من الفراغ الواقع بشكل طبيعي داخل السن الذي يتكون من غرفة لب السن (داخل الجزء التاجي من السن)، القناة الرئيسية، والفروع التشريحية التي تربط القنوات الجذرية ببعضها أو بسطح الجذر.

## بنية السن
في وسط كل الأسنان توجد منطقة فارغة تحتوي على أنسجة دقيقة، مثل العصب، والوعاء الدموي والنسيج الضام. وهذه المنطقة الفارغة تحتوي على مساحة كبيرة نسبيًا في الجزء التاجي من السن تسمى غرفة لب السن. وهذه القنوات تسير عبر مركز الأسنان، كما يسير سن القلم الرصاص داخل القلم. ويتلقى لب السن التغذية عبر الأوعية الدموية، وتقوم الأعصاب الحسية بنقل الإشارات مرة أخرى إلى المخ.

## لب السن
المساحة الموجودة داخل القنوات الجذرية يتم ملؤها بالنسيج الضام المليء بالأوعية الدموية، ولب السن. ولب السن هو النسيج الذي يتكون منه الجزء العاجي من السن. ويساعد اللب السني في إكمال تكوين السن الثانوي (سن البالغين) بعد سنة أو سنتين من الخروج داخل الفم. ولب السن يغذي بناء السن ويعمل على ترطيبه مما يجعل السن أكثر ليونة وأقل هشاشة وأقل عرضة للكسر من مضغ الأطعمة الصلبة. وبالإضافة لذلك، فإن لب السن يعطي خاصية الإحساس بالطعام البارد والساخن.
والقناة الجذرية هي مصطلح عام للعمليات السنية وعلاج لب الأسنان، الذي يتم فيه تنظيف لب السن وتقييم الفراغات وملؤها.

## تشريح القناة الجذرية
توجد الفروع الأصغر، المشار إليها بالقنوات الثانوية بشكل كبير بالقرب من نهاية الجذر (الرأس) ولكن قد تصادف في أي مكان آخر على طول الجذر. والعدد الكلي للقنوات الجذرية في السن يعتمد على عدد الجذور السنية التي تتراوح من واحد إلى أربعة أو خمسة أو أكثر في بعض الحالات. وفي بعض الأحيان تكون هناك أكثر من قناة جذرية في الجذر الواحد. وبعض الأسنان لها تشريح داخلي مختلف عن الأخرى. والشكل غير المعتاد للقناة الجذرية والتفرعات المعقدة (خاصة وجود فروع أفقية)، والقنوات الجذرية المعقدة تعتبر الأسباب الرئيسية للعجز في علاج القناة الجذرية. (مثال، إذا لم يلاحظ طبيب الأسنان فرع القناة الجذرية الثانوي الصغير من أجل تنظيفها وسدها، فإنها تظل ملوثة وتؤدي إلى الفشل في علاج القناة الجذرية). يستخدام بعض اطباء الأسنان أجهزة التكبيرفي علاج الجذورمثل الميكروسوب، أو العدسات المكبرة loupes؛ لأن استخدام هذه الأجهزة قد يزيد من الدقة والرؤية خلال عملية علاج الجذور، ومع ذلك، في عام 2015 نشرت دراسة تفيد بأن لا يوجد دليل لتحديد إذا كان هناك اختلاف في نتيجة علاج عصب تم علاجه بواسطة أجهزة تكبير أو بـدون.

## تشريح القناة الجذرية في المقطع المستعرض
توجد القنوات الجذرية التي تمثل المقطع المستعرض البيضاوي في 50% - 70% من القنوات الجذرية.
وبالإضافة إلى ذلك، فإن القنوات التي تأخذ المقطع المستعرض لشكل الدمعة تكون شائعة عندما يحتوي الجذر الفردي على قناتين (مثال، القنوات الوسطى في الضروس السفلية). وعلى الرغم من ذلك، فإن هذه الجوانب من تشريح القناة الجذرية يتم رؤيتها أو التعرف عليها في التصوير الإشعاعي ثنائي الأبعاد، حيث يتم توجيه المحور الطويل للمقطع المستعرض لها في اتجاه موازٍ لاتجاه شعاع إكس. وبزيادة استخدام التصوير الإشعاعي المخروطي بالكمبيوتر (CBCT)، فإن هذه الأشكال من المحتمل أن تكون مرئية ويتم التعرف عليها بشكل أكثر ليس فقط من خلال أخصائيي علاج لب الأسنان ولكن أيضا في البيئة الإكلينيكية للممارسة العامة. مع ذلك على الرغم من أن التصويرالتصوير الإشعاعي المخروطي يعطي صورًا بـدقة عالية الجودة، فإن الجرعة الإشعاعية للفحص أعلى من الجرعات الناتجة من طرق التصوير الإشعاعي التقليدية الأخرى، ويجب أن يكون استخدامها مبررًا.
وعند استخدام ملفات نيتي (NiTi) الدائرية في القنوات ذات المسطح البيضاوي التي على شكل مسطح بيضاوي أو التي على شكل الدمعة، تكون هناك ثقوب دائرية، بينما تظل الخبايا القمية أو اللسانية غير موجهة. وهذا يتضمن (أ) الوعي بأن قناة معينة مسطحة (ب) الخبرة في الاستخدام الإبداعي للأجهزة اليدوية لمحاولة التغلب على هذه المشكلة.
وقد تؤدي بقايا الأنسجة والرقائق على طول الخبايا المزودة بالأجهزة إلى الفشل بسبب عدم كفاية التعقيم وعدم القدرة على سد الفراغ في القناة الجذرية

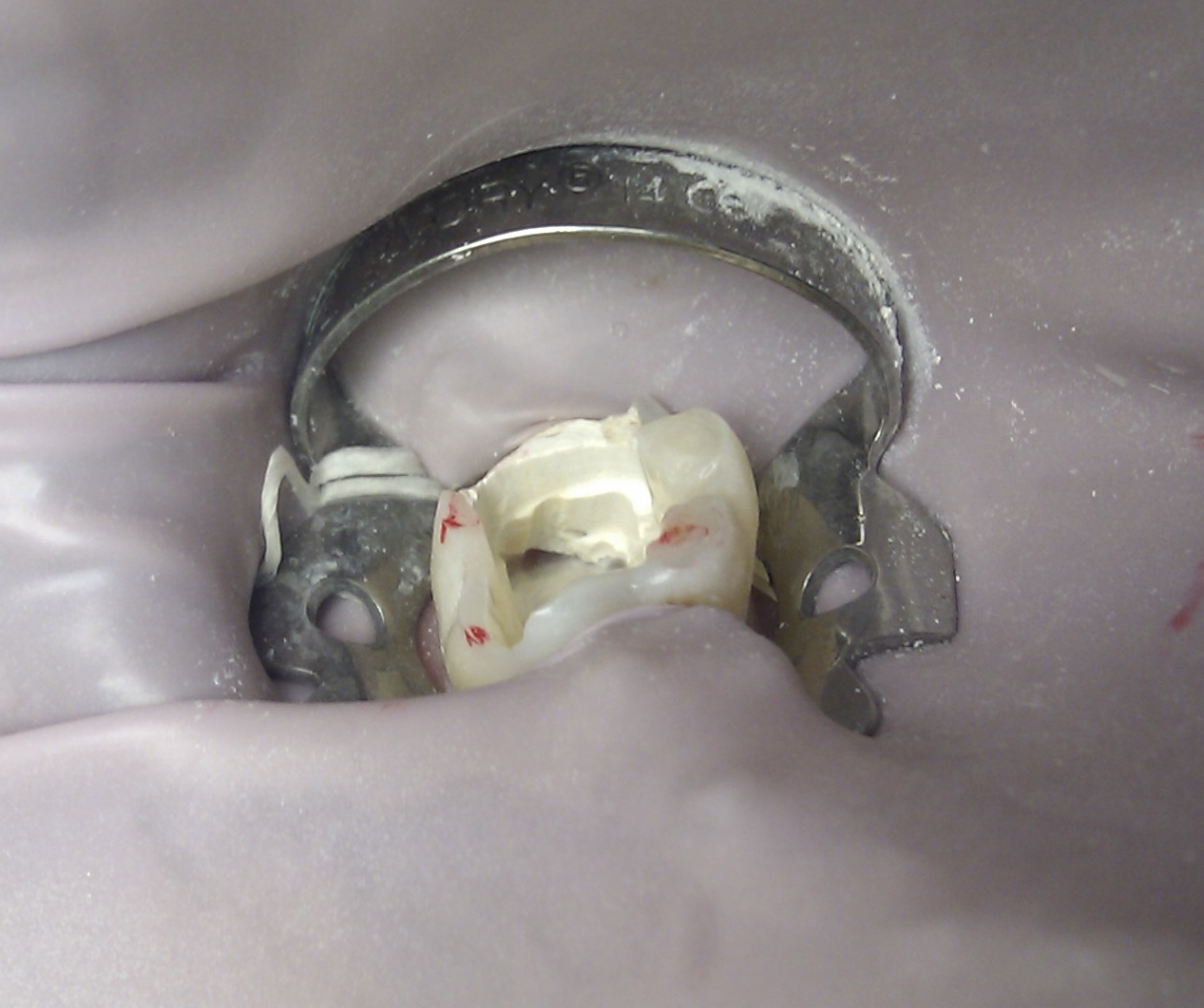
لب القناة الجذرية المزال والمنظف والمجهز للملء ووضع التاج.